# 鐵克利

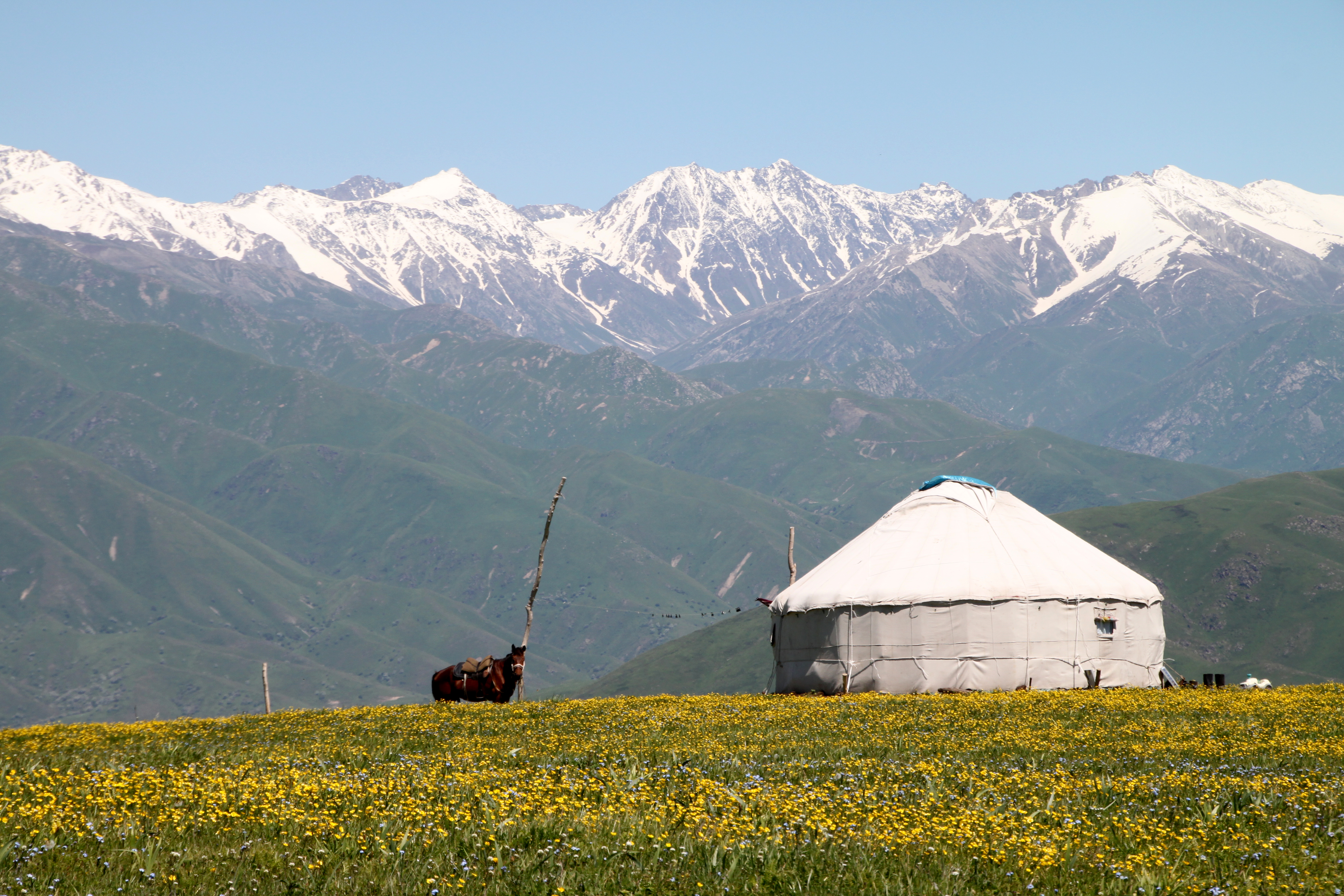
鐵克利當地的蒙古包

鐵克利是哈薩克的城鎮，由杰特苏州負責管轄，位於該國東南部，距離首都阿拉木圖285公里，始建於1937年，面積174平方公里，海拔高度約1,300米，2012年人口28,084。

## 圖集

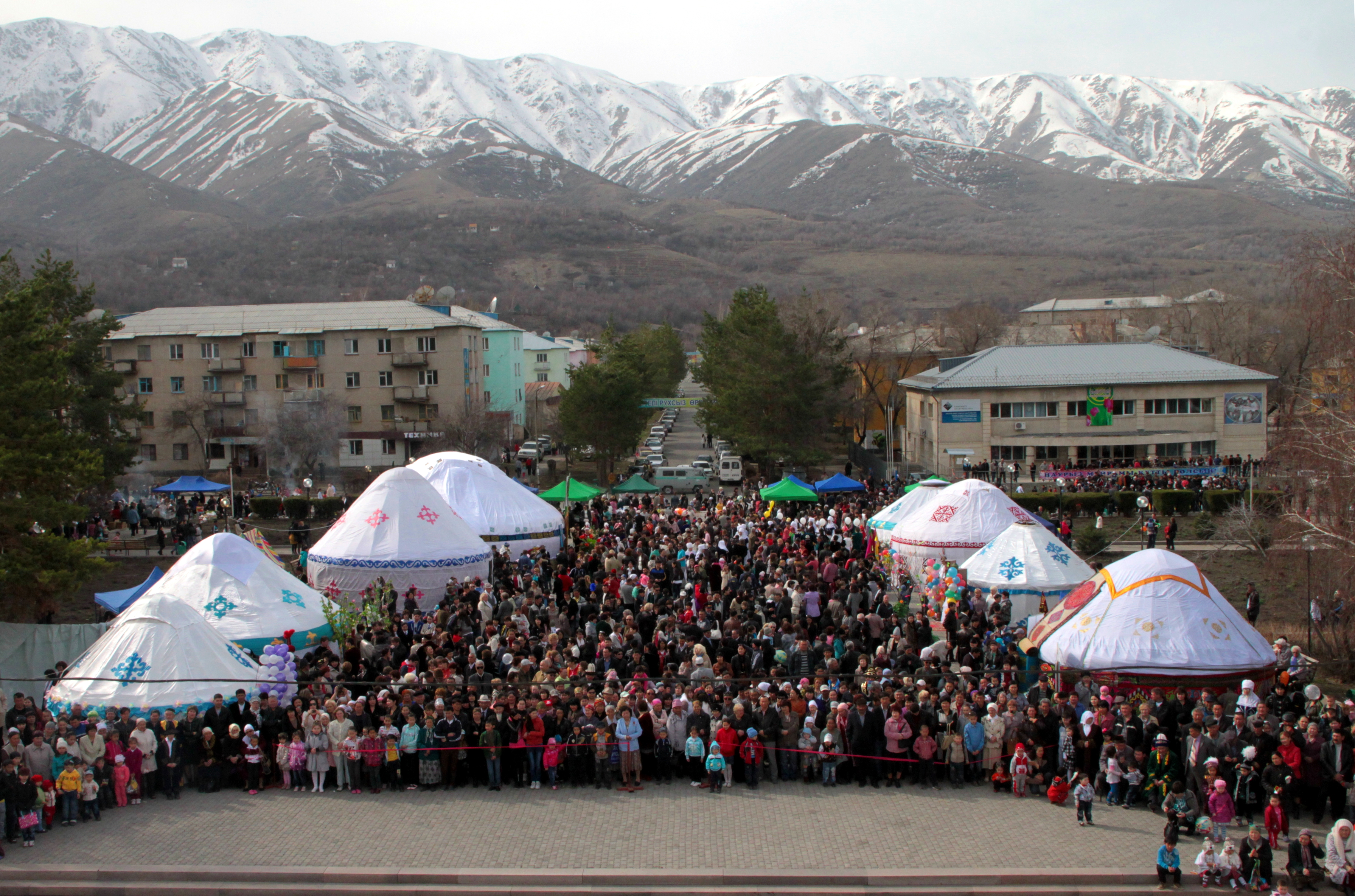
2013年鐵克利的諾魯孜節慶典
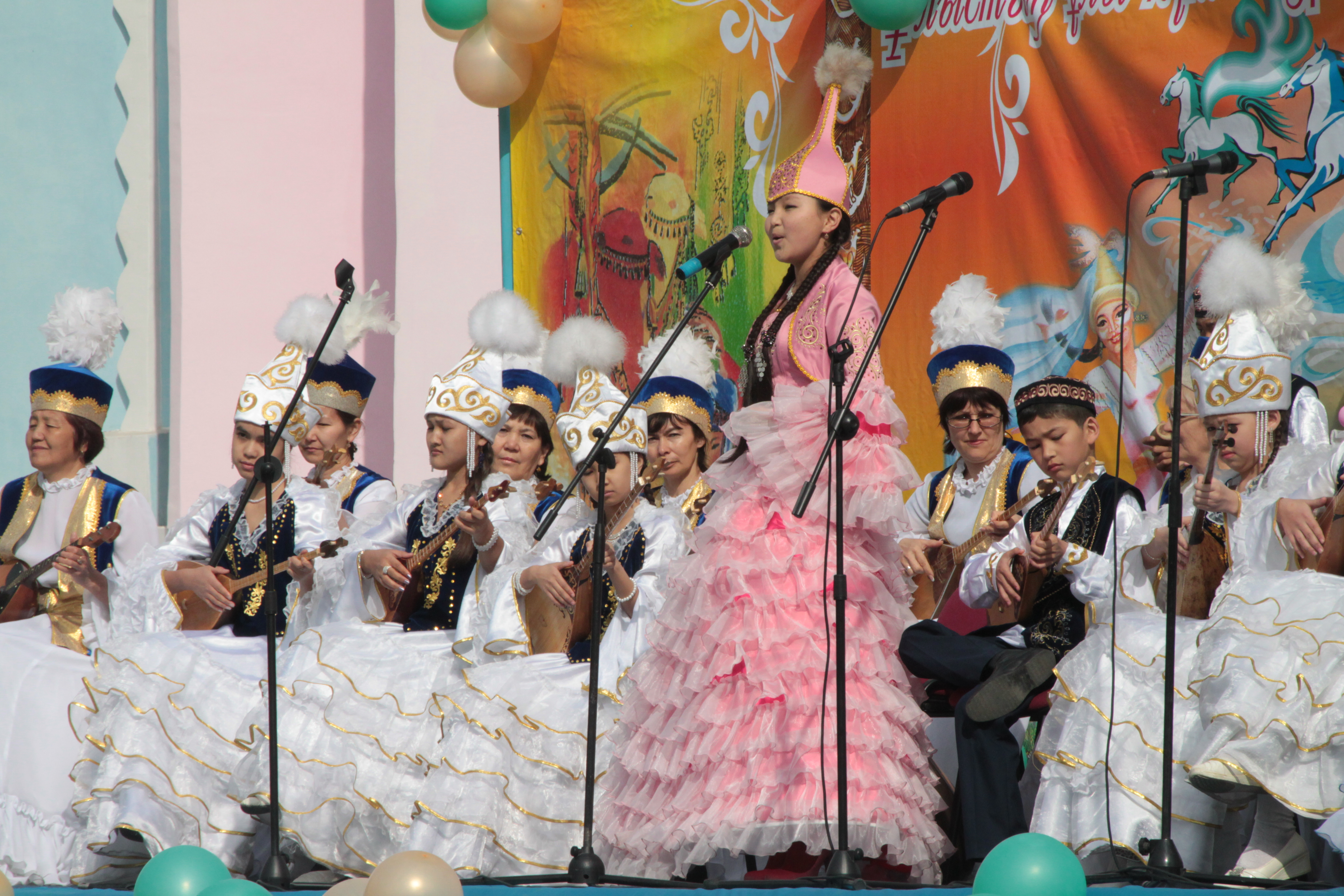
諾魯孜節的表演
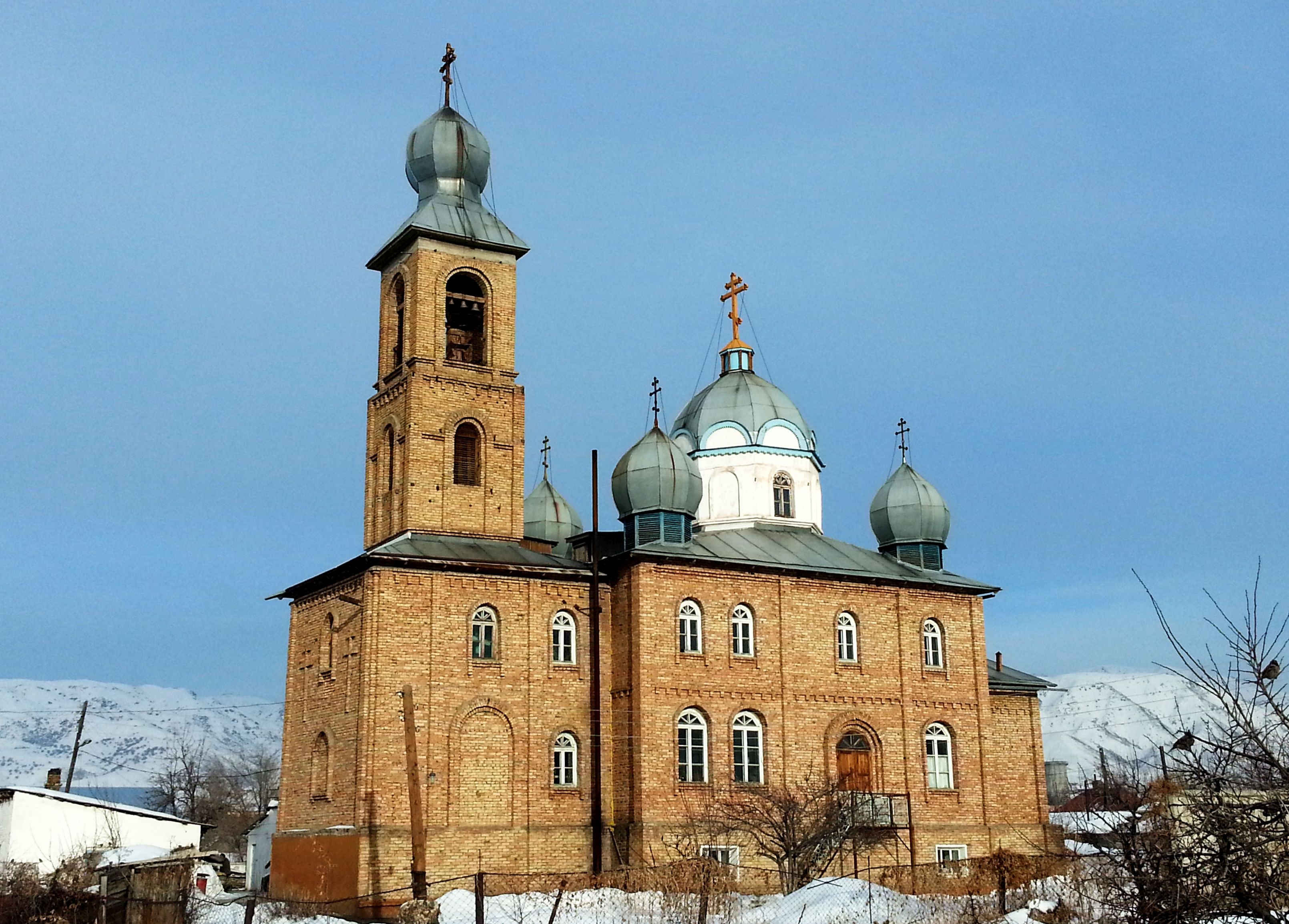
鐵克利當地的東正教教堂